# Lethrus lebedevi
Lethrus lebedevi is een keversoort uit de familie mesttorren (Geotrupidae). De wetenschappelijke naam van de soort werd in 1935 gepubliceerd door Semonov & Medvedev.